# Гзелль, Доротея Мария
Доротея Мария Генриетта Гзелль (нидерл. Dorothea Maria Henriette Gsell), урождённая Графф, в первом браке Хендрикс, также известная под фамилией матери-художницы, как Доротея Мария Мериан (нидерл. Dorothea Maria Merian; 2 мая 1678, Нюрнберг, Священная Римская империя — 5 мая 1743, Санкт-Петербург, Российская империя) — нидерландская и российская художница-анималистка немецкого происхождения, супруга художника-портретиста Георга Гзелля. По всей вероятности, первая профессиональная художница в России. В документах своего времени фигурировала как «малярша Гзельша».

## Биография
Доротея Мария родилась в Нюрнберге 2 февраля 1678 года. Она была младшей дочерью художника Иоганна Андреаса Граффа (1637—1701) и художницы Анны Марии Сибиллы Мериан (1647—1717) и сестрой художницы Йоханны Хелены (1668—1723). Искусству живописи обеих дочерей обучила мать.
В 1681 году мать с дочерьми вернулась во Франкфурт к своей пожилой матери, похоронившей мужа, художника Якоба Марреля. Позднее к семье присоединился и отец. Но в 1686 году мать снова покинула его и переехала с дочерьми в общину протестантов-лабадистов во Вьюверте во Фрисландии. После бесплодных попыток примирения отец вернулся в Нюрнберг. В 1691 году, после упразднения общины, Доротея Мария, вместе с бабушкой, матерью и сестрой переехала в Амстердам.
Здесь Доротея Мария, вместе с сестрой Йоханной Хеленой, работала в студии матери, Анны Марии Сибиллы Мериан. Художницы рисовали растения, птиц и насекомых. Ими были созданы превосходные акварели для «Гусеничной книги», в которой мотыльки и бабочки изображены на всех этапах их развития, от личинки до гусеницы и, наконец, бабочки. В 1699 году она сопровождала мать в Нидерландскую Гвиану, откуда они вернулись в Амстердам в сентябре 1701 года.

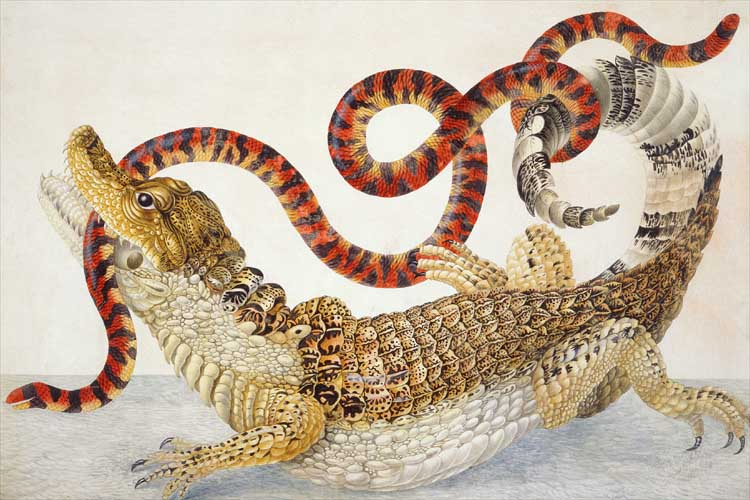
Кайман и коралловая змея. Ок. 1705. Пергамент, офорт, раскраска акварелью. Виндзорский замок, Великобритания. Ранее приписывалась Анне Марии Сибилле Мериан

2 декабря 1701 года Доротея Мария вышла замуж за хирурга из Гейдельберга, Филипа Хендрикса. Они переехала к её матери, где продолжили торговать работами Анны Марии Сибиллы Мериан. У супругов родился единственный ребёнок, который умер в младенчестве. В 1711 году её старшая сестра, художница Йоханна Хелена переехала с мужем в Нидерландскую Гвиану. В том же году Доротея Мария овдовела и взяла себе фамилию матери, известной художницы, вероятно из-за коммерческих интересов. В 1713 году мать и дочь опубликовали первый том «Гусеничной книги», в 1714 году — второй том. Хотя в качестве автора издания упоминается только Анна Мария Сибилла Мериан, обе её дочери также работали над книгой. В 1714 году у матери Доротеи Марии случился инсульт, который частично парализовал её. По этой причине в Амстердам вернулась Йоханна Хелена, до этого работавшая в Нидерландской Гвиане над акварелями для третьего тома «Гусеничной книги».
В 1715 году Доротея Мария вышла замуж во второй раз за швейцарского художника Георга Гзелля, который с 1704 года жил и работал в Амстердаме. Он имел пять дочерей от первого брака, одной из которых была Катарина Гзелль, жена математика Леонарда Эйлера. Во втором браке у Доротеи Марии родились сын и три дочери. Йоханна Хелена вернулась в Нидерландскую Гвиану, откуда продолжила снабжать свою сестру акварелями с изображениями местных флоры и фауны.
После смерти матери в январе 1717 года Доротея Мария издала третий том «Гусеничной книги». Работы из её мастерской были приобретены коллекционерами Захарией Конрадом фон Уффенбахом, Питером Тейлором ван дер Хюлстом и Робертом Эрскином. По приглашению русского царя Петра Алексеевича, бывшего в республике Соединённых провинций в 1716—1717 годах, Доротея Мария и её муж прибыли в Российскую империю. В октябре 1717 года Георг Гзелль получил место придворного художника в Санкт-Петербурге, а Доротея Мария Мериан стала преподавателем в Петербургской академии наук и куратором коллекции естественной истории в Кунсткамере, в собрание которой входили её собственные работы. В 1736 году она вернулась в Амстердам, чтобы приобрести работы своей матери для музейной коллекции. Она умерла в Санкт-Петербурге 5 мая 1743 года. По свидетельству российского историка искусства Андрея Ивановича Сомова, Доротея Мария была одним из первых пропагандистов европейской живописи в Российской империи.